# Alain Delabos
 (février 2016).
Alain Delabos est un médecin nutritionniste français, né en 1942, connu pour être le père de la chrononutrition.
Cette méthode pour perdre du poids, également appelée « régime Delabos » ou « régime chrono-nutrition » est basée sur les biorythmes du corps humain. Elle fut élaborée en collaboration avec le professeur Jean-Robert Rapin.
Alain Delabos est directeur général de l'IREN (Institut de recherche européen sur la nutrition), il est également enseignant à la faculté de pharmacie de Dijon.
Alain Delabos est l'auteur de plusieurs livres parmi lesquels Mincir sur mesure grâce à la chrono-nutrition, Mincir en beauté là où vous voulez grâce à la Morpho-nutrition, Le régime starter.